# علم ليختنشتاين
اعتمد علم ليختنشتاين في 24 حزيران - يونيو من سنة 1937 ويتكون علم ليختنشتاين من اللونين الأزرق والأحمر مرتبين بشكل أفقي على التوالي ويوجد كذلك تاج أصفر على اللون الأزرق في العلم.

## أعلام تاريخية

علم لوردية شلينبرج ما بين عامي  1437 - 1719.
علم كونتية فادوتس ما بين عامي 1342 - 1719.
علم ليختنشتاين ما بين عامي 1719 - 1852.
علم ليختنشتاين ما بين عامي 1852 - 1921.
علم ليختنشتاين ما بين عامي 1921 - 1937.
علم ليختنشتاين ما بين عامي 1937 - 1982.